# Marionina preclitellochaeta
Marionina preclitellochaeta is een ringworm uit de familie van de Enchytraeidae. De wetenschappelijke naam van de soort is voor het eerst geldig gepubliceerd in 1963 door Nielsen & Christensen.